# Ricardo Arias Calderón
Ricardo Arias Calderón (Ciudad de Panamá, 4 de mayo de 1933 - 13 de febrero de 2017) fue un profesor universitario, filósofo y político panameño.

## Estudios
Después de concluir la Licenciatura de Humanidades en la Universidad de Yale y la Licenciatura de Filosofía en la Universidad de París, obtuvo el grado de Doctor en Filosofía en École Pratique des Hautes Études.

## Actividad académica
Académico de profesión, fue catedrático universitario y conferencista invitado en universidades y otros centros académicos en América Latina, Estados Unidos y Europa; también Decano de Humanidades y Vicepresidente Académico de la Universidad Internacional de Florida.
Su vocación y compromiso como humanista cristiano los canalizó en la acción política demócrata cristiana. Fue presidente del Partido Demócrata Cristiano de Panamá, presidente de la Organización Demócrata Cristiana de América (ODCA), vicepresidente (1989-95) y presidente (1995-98 y nuevamente en 1999) de la Internacional Demócrata Cristiana.

## Vida política
Durante las dictaduras de los Generales Torrijos y Noriega (1968-1989), se destacó como uno de los principales líderes de la oposición civilista, siendo candidato vicepresidencial de la Alianza Democrática de Oposición Civilista, coalición que a pesar del fraude y la anulación intentada por la dictadura, ganó las elecciones generales de mayo de 1989. En razón de su lucha por la democracia panameña fue excluido de la Universidad de Panamá, encarcelado varias veces, expulsado del país y en diversas ocasiones se atentó contra su vida.
En el ejercicio de la función pública (1989-92) fue Primer Vicepresidente de Panamá (1989-92) y Ministro de Gobierno y Justicia (1989-91). En su calidad de Ministro de Gobierno y Justicia asumió la tarea de desmilitarizar las extintas Fuerzas de Defensa de Panamá y promover la reforma constitucional que consagró este hecho.
En abril de 1991, por diferencias con el presidente Guillermo Endara, rompió la alianza de gobierno y el Partido Demócrata Cristiano fue expulsado. Luego en 1992, presentó su renuncia como vicepresidente ante la Asamblea Nacional.
En las elecciones de 1994, por razones de salud (se le detectó enfermedad de Parkinson), no pudo presentarse como candidato presidencial de su partido, ni pudo proseguir su actividad política en el plano electoral, aunque la continuó desde el punto de vista intelectual.
Fue columnista del diario La Prensa. Desde junio de 1994 fue columnista dominical del diario El Panamá América. Recogió parte de sus escritos en siete libros: 
- Panamá: ¿Desastre o democracia? (1985).
- Conciencia crítica (1995).
- Discusiones democrática (1996).
- Con libertad, reflexiones de actualidad 1996-1997 (1998).
- Democracia cristiana entre la identidad y la apertura (1999).
- Democracia sin ejército, la experiencia de Panamá (2001).
- Cuba: Hoy y Mañana (2005)

En 1954, recibió la distinción Phi Beta Kappa de la Universidad de Yale. En enero de 1998 le fue impuesta la Gran Cruz de la Orden del Mérito Civil de España. Recibió la Medalla Arístides Calvani, que es la más alta condecoración de la Internacional Demócrata Cristiana otorgada a dirigentes políticos que se han distinguido por su contribución de primer orden a la democratización de su país y de su región, la cual le fue concedida el 21 de noviembre de 2001 en México, en presencia del presidente de Gobierno Español, José María Aznar, y del presidente, Vicente Fox, de México. En 2005 fue condecorado por el presidente de la República de Panamá, Martín Torrijos Espino, con la Orden de Vasco Núñez de Balboa en grado de Gran Cruz, por su servicio a su Patria como educador y político ejemplar.
Formó parte del Consejo Nacional de Relaciones Exteriores de la República de Panamá (2004-2009).